# 維森 (索洛圖恩州)

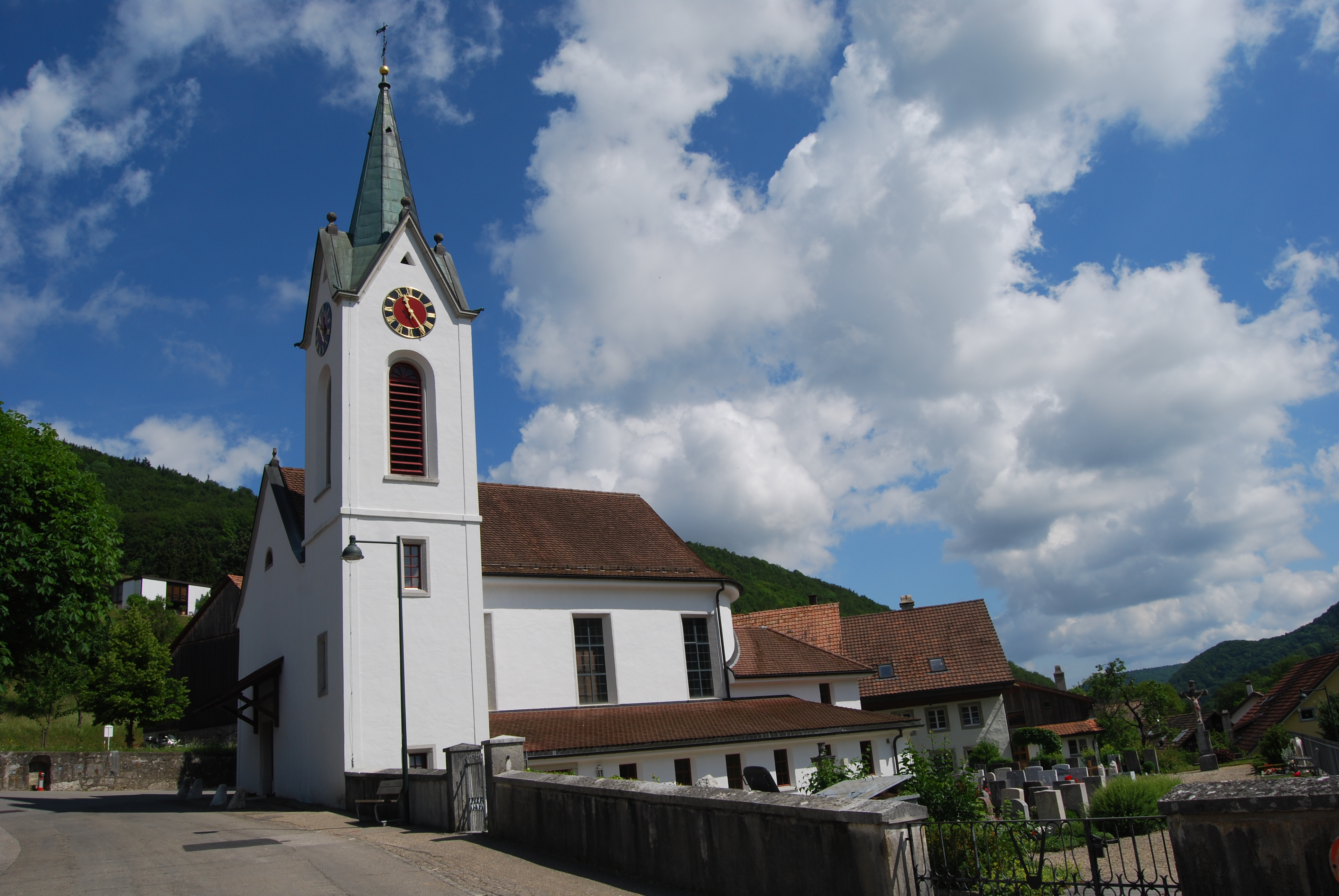

維森是瑞士的城鎮，位於該國北部，由索洛圖恩州負責管轄，面積4.78平方公里，海拔高度682米，2012年人口417，四成人口信奉羅馬天主教，人口密度每平方公里87人。

## 外部連結
- Official website （德文）